# كورجون شبه خريفي
كورجون شبه خريفي (الاسم العلمي:Coregonus subautumnalis) هو نوع من الأسماك يتبع جنس الكورجون من فصيلة سمك السلمون.